# Epidelaxia albostellata
Epidelaxia albostellata là một loài nhện trong họ Salticidae.
Loài này thuộc chi Epidelaxia. Epidelaxia albostellata được Eugène Simon miêu tả năm 1902.